# Tana Berghausen und Ruben Baer

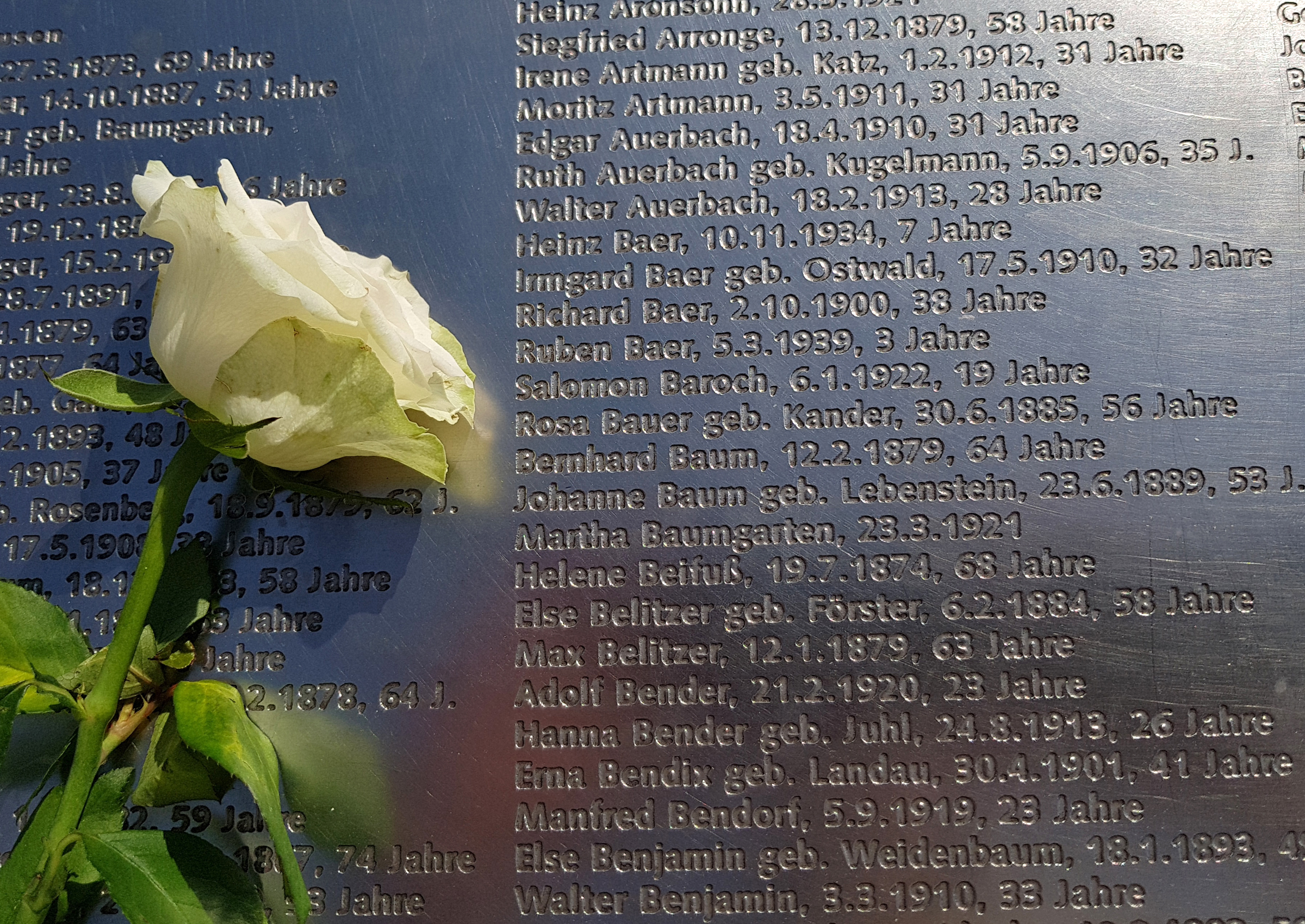
Die Namen von Ruben Baer und seiner Familie auf dem Mahnmal deportierter Juden am Bielefelder Hauptbahnhof

Tana Berghausen (geboren am 28. Oktober 1942 in Bielefeld; gestorben am 2. März 1943 in Auschwitz) und Ruben Baer (geboren am 5. März 1939 in Bielefeld; gestorben am 12. Oktober 1944 in Auschwitz) waren zwei jüdische Kinder aus Bielefeld, die während der Zeit des Nationalsozialismus im KZ Auschwitz-Birkenau ermordet wurden. Stellvertretend für die Namen aller ermordeten Kinder wurden in ihrer Geburtsstadt zwei Straßen nach ihnen benannt.

## Biografien

### Tana Berghausen

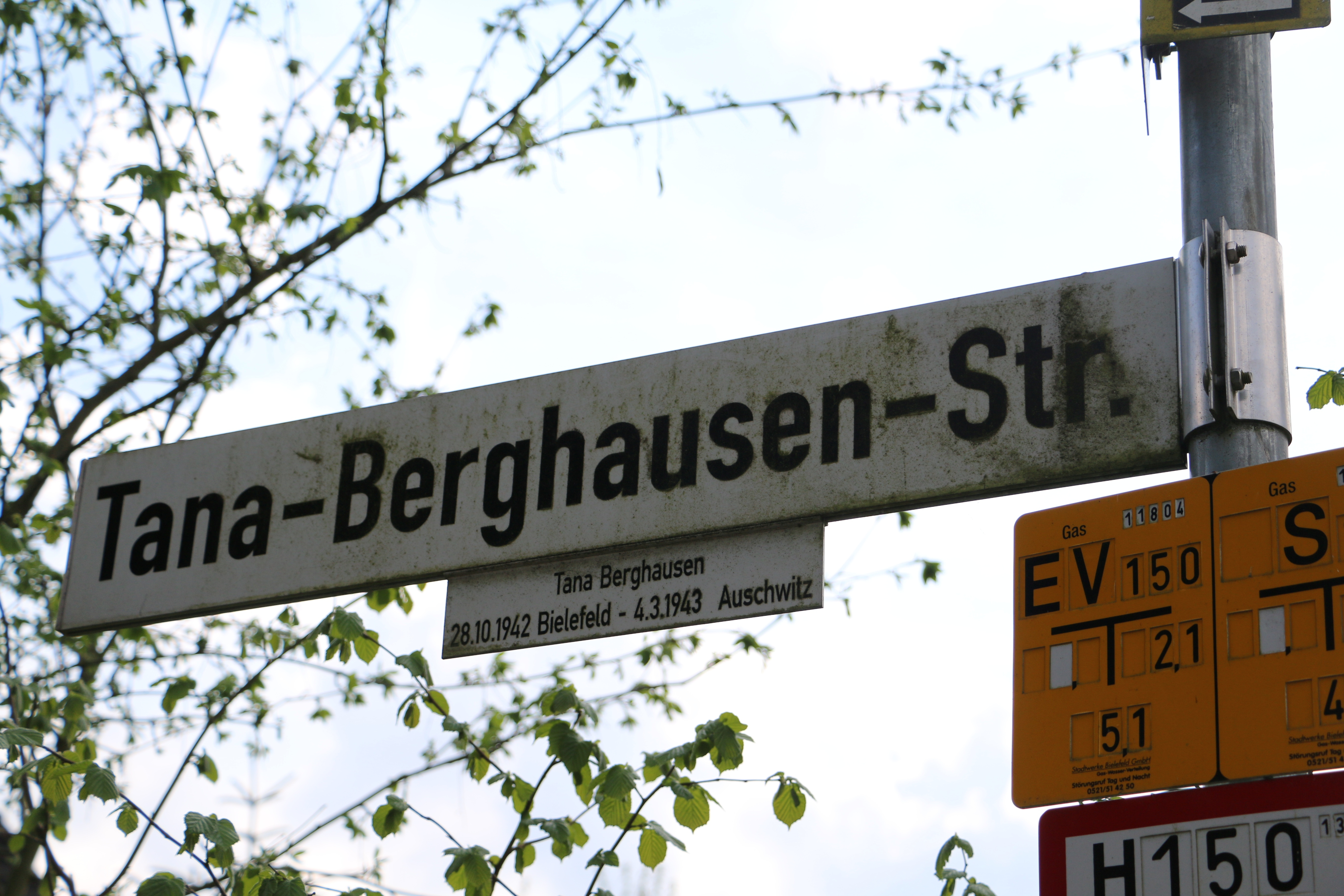
Das Straßenschild zur Tana-Berghausen-Straße in Bielefeld.

Tana Berghausen wurde 1942 als erstes Kind des jüdischen Kaufmanns Julius Berghausen und dessen Ehefrau Ursula, geb. Ardel, in Bielefeld geboren. Julius Berghausen war erst am 4. Juli 1941 aus dem Umschulungslager am Grünen Weg in Paderborn in das Bielefelder Arbeitslager Schloßhofstraße 73a verlegt. Während eines Arbeitseinsatzes in Leipzig heiratete er am 12. Dezember 1941 Ursula Ardel. Ab dem 10. Januar 1942 lebte auch sie in dem Bielefelder Arbeitslager, wo am 28. Oktober 1942 ihre Tochter Tana zur Welt kam. Zusammen mit etwa 230 jüdischen Bürgern aus Bielefeld und Umgebung wurde die Familie am Morgen des 2. März 1943 von Bielefeld in das KZ Auschwitz-Birkenau deportiert.
Alle 76 Lagerinsassen des Lagers Schloßhofstraße wurden von Gestapobeamten durch die Stadt zum Güterbahnhof getrieben. Unter ihnen befanden sich ca. 28 Frauen und fünf Kleinkinder unter zwei Jahren. Beladen mit notdürftigem Reisegepäck fand diese entwürdigende Austreibung vor den Augen der Bielefelder Bevölkerung statt.
Nach 40-stündiger Fahrt in geschlossenen Güterwaggons wurde die kleine Tana bei der Ankunft in Auschwitz auf der Selektionsrampe vor den Augen ihrer Eltern von einem SS-Mann brutal totgeschlagen. Die Todesdaten der ebenfalls in Auschwitz ermordeten Eltern sind unbekannt. Über die Familie existiert nur ein knapper Vermerk im Hausbuch des Bielefelder Einwohnermeldeamtes: Tag des Abzuges: 2.3.43 – neue Wohnung: unbekannt, Osteinsatz.

### Ruben Baer

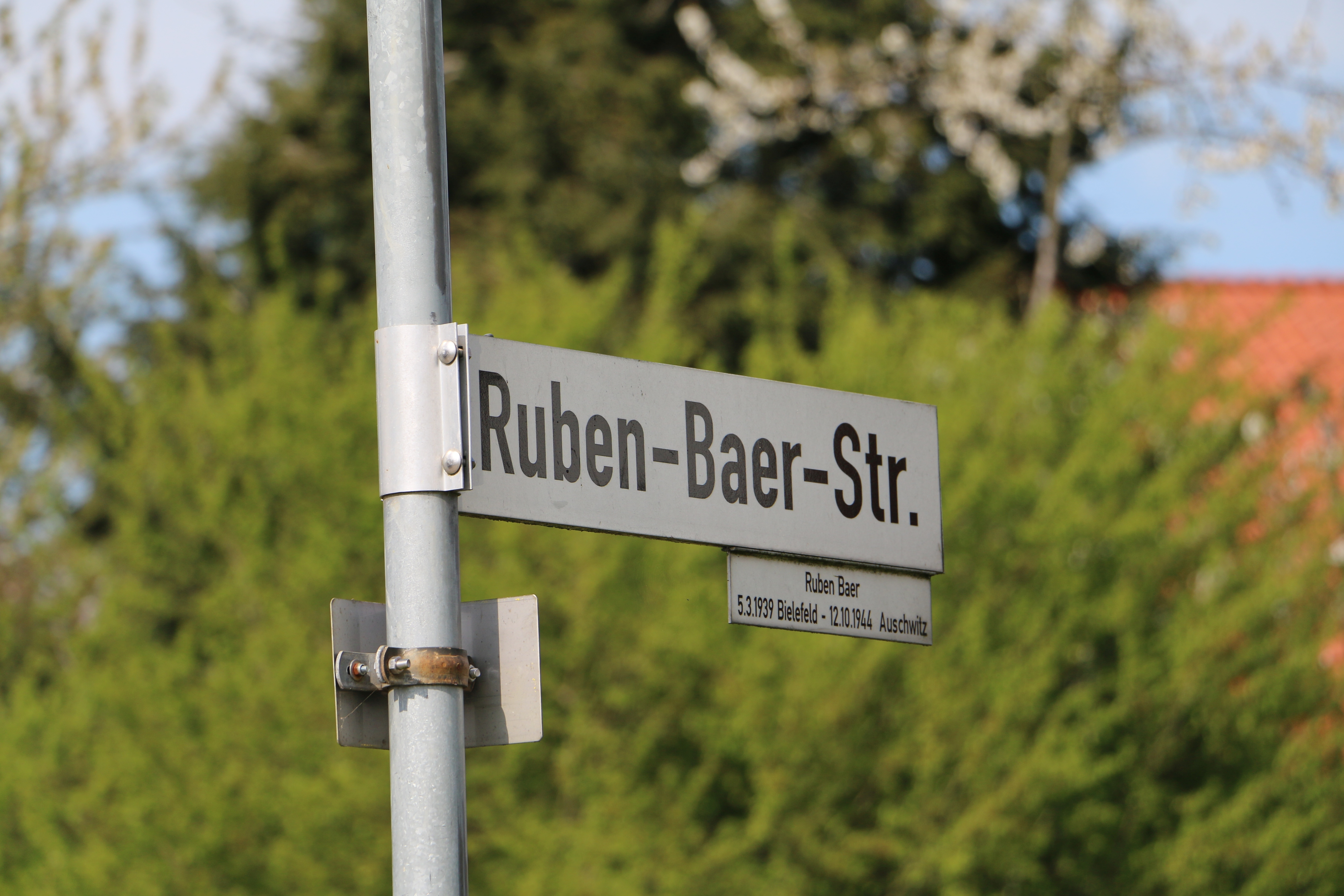
Das Straßenschild zur Ruben-Baer-Straße in Bielefeld.

Ruben Baer wurde 1939 als zweiter Sohn der jüdischen Eheleute Richard und Irmgard Baer, geb. Ostwald, in Bielefeld geboren. Die Eltern hatten am 29. Dezember 1933 in Bielefeld geheiratet. Sein Vater arbeitete als Rohproduktenhändler im Geschäft seines Schwiegervaters Louis Ostwald. Bereits vor Rubens Geburt hatten Richard und Irmgard Baer eine Ausreise aus dem Deutschen Reich zu erreichen versucht. Sein Vater war zum Zeitpunkt der Geburt nicht mehr am Leben. Nach den Novemberpogromen wurde er zusammen mit etwa 40–50 Bielefelder jüdischen Geschäftsleuten im Polizeigefängnis an der Turnerstraße inhaftiert und am 12. November 1938 in das KZ Buchenwald deportiert. Er und die jüdische Kaufleute Alfred Levi und Julius Goldschmidt kehrten als Aktionsjuden nicht mehr lebend nach Bielefeld zurück. Sie wurden im KZ Buchenwald wenige Tage später am 19. November 1938 gewaltsam zu Tode gebracht. Der verplombte Sarg von Richard Baer, der nach amtlicher Mitteilung angeblich durch Suizid aus dem Leben geschieden war, musste unter Aufsicht der Bielefelder Gestapo ungeöffnet bestattet werden.
Die Mutter zog ihn und seinen viereinhalb Jahre älteren Bruder Heinz im Haus der Großeltern an der Ecke Werner-Bock-Straße/Markgrafenstraße unter schwierigen Bedingungen groß. Der jungen Witwe wurden 1939 sämtliche Konten gesperrt. Erst nach und nach gelang es ihr, die zahlreichen Dokumente zusammenzubekommen, die die NS-Verwaltung für die Emigration verlangte. Am 31. August 1939 genehmigte die Devisenstelle der Oberfinanzdirektion Münster die Ausreise – zu spät, da am nächsten Tag der Überfall auf Polen begann und Juden nun nicht mehr ausreisen durften.
1942 kam die Familie zunächst in das so genannte Judenhaus in der Detmolder Straße 4. Am 31. Juli 1942 wurde Ruben Baer mit seiner Mutter, seinem Bruder und seinen Großeltern in das Ghetto Theresienstadt deportiert. Von dort hielten sie noch schriftlichen Kontakt zu den Verwandten. Im Frühjahr 1943 ist für Ruben Baer eine Entfernung der Mandeln dokumentiert. Nach zwei Jahren und zwei Monaten in Theresienstadt wurde die Familie am 9. Oktober 1944 in das KZ Auschwitz-Birkenau gebracht – Ruben bekam die Transportnummer Ep1318. In Auschwitz wurde er unmittelbar nach seiner Ankunft in eine der mit der Aufschrift Brausebad gekennzeichneten Gaskammern geführt und ermordet.

## Erinnerung
Die Schicksale jüdischer Menschen in Bielefeld wurden erstmals 1961/62 auf Anregung des Deutschen Städtetags durch Ursula Niemann in der Liste der um 1933 in Bielefeld ansässig gewesenen Juden und ihre(r) Schicksale dokumentiert. Dieses nur als Typoskript verfertigte Verzeichnis wurde 1972 erweitert. Auf dieser Basis entstand 1985 durch die Historiker Monika Minninger, Joachim Meynert und Friedhelm Schäffer in Zusammenarbeit mit dem Stadtarchiv Bielefeld im Zuge der Oral-History-Forschung eine umfassende Dokumentation, die auch die Erinnerungen überlebender Betroffener und Personen aus dem unmittelbaren sozialen Umfeld der Verfolgten einbezog. In ihr ist auch das Schicksal der Familien Berghausen und Baer beschrieben.
Irmgard und Ruben Baer stehen zudem im Mittelpunkt einiger Detailstudien des Historikers Alfons Kenkmann. Dieser zeigt an ihrem Beispiel die Rolle der Finanzbehörden bei der Verfolgung und Ausplünderung der Juden auf.
Im Februar 2004 richtete die Gesellschaft für Christlich-Jüdische Zusammenarbeit einen Antrag an den Bielefelder Oberbürgermeister, in Anlehnung an das durch den israelischen Historiker Yehuda Bauer geprägte Wort „sie wurden zum Tode verurteilt, weil sie geboren wurden“ stellvertretend für die Namen der ermordeten Kinder eine Straße nach Ruben Baer zu benennen. Als dann auch die Friedensgruppe der Altstädter Nicolaigemeinde/Initiative Mahnmal, sowie die Klasse 9c der Brodhagenschule mit ihrer damaligen Lehrerin Dana Kuhlmann angeregt hatten, Straßen nach jüdischen Kindern zu benennen, brachte Oberbürgermeister Eberhard David den Antrag in den Rat der Stadt ein. Die endgültige Beschlussfassung darüber erfolgte am 2. Dezember 2004 durch die Bezirksvertretung Jöllenbeck. Schließlich wurden am 2. Oktober 2007 im Ortsteil Theesen im Neubaugebiet Mühlenkamp durch David zwei nach Tana Berghausen und Ruben Baer benannte Straßen eingeweiht.